# Újlőrincfalva
Újlőrincfalva es un pueblo húngaro perteneciente al distrito de Füzesabony, condado de Heves.

## Superficie
Cuenta con una superficie de 48,08 km².

## Demografía
Hasta 2024 la población era de 193 habitantes, con una densidad de población de 4,01 hab/km².
| Gráfica de evolución demográfica de Újlőrincfalva entre 2020 y 2024 |
|                                                                     |
| Datos según la Oficina Central de Estadística de Hungría.           |